# Hawkeye (Iowa)
Hawkeye és una població dels Estats Units a l'estat d'Iowa. Segons el cens del 2000 tenia 489 habitants.

## Demografia
Segons el cens del 2000, Hawkeye tenia 489 habitants, 217 habitatges, i 134 famílies. La densitat de població era de 281,8 habitants/km².
Dels 217 habitatges en un 27,6% hi vivien nens de menys de 18 anys, en un 53,9% hi vivien parelles casades, en un 6% dones solteres, i en un 37,8% no eren unitats familiars. En el 35% dels habitatges hi vivien persones soles el 23,5% de les quals corresponia a persones de 65 anys o més que vivien soles. El nombre mitjà de persones vivint en cada habitatge era de 2,25 i el nombre mitjà de persones que vivien en cada família era de 2,93.
Per edats la població es repartia de la següent manera: un 23,9% tenia menys de 18 anys, un 5,7% entre 18 i 24, un 27,8% entre 25 i 44, un 20% de 45 a 60 i un 22,5% 65 anys o més.
L'edat mediana era de 40 anys. Per cada 100 dones de 18 o més anys hi havia 100 homes.
La renda mediana per habitatge era de 30.333 $ i la renda mediana per família de 38.438 $. Els homes tenien una renda mediana de 25.781 $ mentre que les dones 20.781 $. La renda per capita de la població era de 14.319 $. Entorn del 6% de les famílies i el 8,6% de la població estaven per davall del llindar de pobresa.

## Poblacions més properes
El següent diagrama mostra les poblacions més properes.